# Condado de Whitfield
El condado de Whitfield (en inglés: Whitfield County), fundado en 1851, es uno de 159 condados del estado estadounidense de Georgia. En el año 2000, el condado tenía una población de 83 525 habitantes y una densidad poblacional de 111 personas por km². La sede del condado es Dalton.

## Geografía
Según la Oficina del Censo, el condado tiene un área total de 753 km² (290,7 mi²), de la cual 751 km² (290 mi²) es tierra y 2 km² (0,8 mi²) (0.23%) es agua.

### Condados adyacentes
- Condado de Bradley, Tennessee (norte)
- Condado de Murray (este)
- Condado de Gordon (sur)
- Condado de Walker (oeste-suroeste)
- Condado de Catoosa (oeste-noroeste)
- Condado de Hamilton, Tennessee (noroeste)

## Demografía
Según el censo de 2000, había 8577 personas, 2785 hogares y 1977 familias residiendo en la localidad. La densidad de población era de 9 hab./km². Había 3320 viviendas con una densidad media de 3 viviendas/km². El 62.61% de los habitantes eran blancos, el 36.21% afroamericanos, el 0.09% amerindios, el 0.16% asiáticos, el 0.01% isleños del Pacífico, el 0.48% de otras razas y el 0.43% pertenecía a dos o más razas. El 1.62% de la población eran hispanos o latinos de cualquier raza.
Los ingresos medios por hogar en la localidad eran de $27 483, y los ingresos medios por familia eran $34 968. Los hombres tenían unos ingresos medios de $27 171 frente a los $20 366 para las mujeres. La renta per cápita para el condado era de $14 014. Alrededor del 21.00% de la población estaban por debajo del umbral de pobreza.
Según el censo de 2000, había 83 525 personas, 29 385 hogares y 22 156 familias que residían en el condado. La densidad de población era de 288 personas por 111/km². Había 30 722 casas en una densidad media de 106 41/km ². La composición racial del condado era 80,94% blancos, 3,85% negros o afroamericanos, 0,35% amerindios, 0,92% asiáticos, 0,03% isleños del Pacífico, 12,01% de otras razas, y 1,90% de dos o más razas. 22,05% de la población eran hispanos o latinos de cualquier raza.
Había 29.385 hogares de los cuales 36,80% tenían niños bajo la edad de 18 años, 59,50% eran parejas casadas que viven juntas, 10,80% tenían una mujer a la cabeza en la familia sin presencia del marido y 24.60% no eran familias. 20,60% de todas las casas estaban compuestas de individuos y 8.20% tenían a alguna persona anciana de 65 años de edad o más. El tamaño del hogar promedio era de 2,82 y el tamaño promedio de una familia era de 3,24.
El ingreso medio para una casa en el condado es de 39 377 dólares, y el ingreso medio para una familia era $44 652. Los varones tenían una renta promedia de $30 122 contra $23 709 para las mujeres. La renta per cápita del condado era de $18 515. Alrededor del 8,60% de las familias y el 11,50% de la población estaban por debajo de la línea de pobreza, el 12,70% de los menores de 18 años y el 11,70% son mayores de 65 años o más.

## Transporte

### Principales carreteras
- Interestatal 75
- U.S. Route 41
- U.S. Route 76
- Ruta Estatal de Georgia 2
- Ruta Estatal de Georgia 3
- Ruta Estatal de Georgia 52
- Ruta Estatal de Georgia 201
- Ruta Estatal de Georgia 286

## Localidades
- Cohutta
- Dalton
- Resaca
- Rocky Face
- Tunnel Hill
- Varnell